# Nicolas Joseph Maison
Nicolas Joseph Maison, marchiz Maison (19 decembrie 1770 - 13 februarie 1840), născut la Épinay-sur-Seine, a fost un general francez al perioadei imperiale, Mareșal al Franței și Ministru de Război.
1. ↑  Nicolas Joseph Maison, Roglo
2. ↑  Baza de date Léonore
3. 1 2  Nicolas Joseph Maison, SNAC, accesat în 9 octombrie 2017
4. ↑  Autoritatea BnF, accesat în 10 octombrie 2015